# Japanische Wühlmaus
Die Japanische Wühlmaus (Microtus montebelli; japanisch 畑鼠 bzw. ハタネズミ Hata-Nezumi „Feldmaus“) ist ein Nagetier in der Gattung der Feldmäuse, das in Japan vorkommt. Sie zählt zur Untergattung Alexandromys, die in verschiedenen Abhandlungen als Gattung geführt wird.

## Merkmale
Innerhalb der Art variiert die Kopf-Rumpf-Länge zwischen 95 und 136 mm, die Schwanzlänge zwischen 29 und 50 mm sowie das Gewicht zwischen 22 und 62 g. Abweichend von der Bergmannschen Regel sind Exemplare südlicher Populationen größer als Individuen nördlicher Populationen. Der Kopf ist durch kleine Augen und sichtbare kreisrunde Ohren gekennzeichnet. Das dunkelbraune Fell der Oberseite kann bei einigen Exemplaren gelbbraune Farbtöne aufweisen und das Fell der Unterseite ist grau. Die Unterseite des Schwanzes ist nur undeutlich heller als die Oberseite. Die Japanische Wühlmaus besitzt robuste obere Schneidezähne. Bei Weibchen liegen vier Zitzen auf der Brust und vier im Leistenbereich.

## Verbreitung
Diese Wühlmaus lebt auf den japanischen Inseln Honshu, Kyushu, Sado und Noto-jima. Sie hält sich im Flachland und in Gebirgen auf. Das Habitat variiert zwischen Nadelwäldern, Bergwiesen, Uferbewuchs, Weiden, Ackerflächen, Reisfeldern und Baumschulen.

## Lebensweise
Die Japanische Wühlmaus ist in den warmen Monaten nachtaktiv, während sie im Winter am Tage auf Nahrungssuche geht. Sie sucht Schutz in selbstgegrabenen Tunneln mit einem Durchmesser von 3 bis 4 cm sowie in gewobenen Nestern. Für letztere benutzen die Exemplare Rotgelbes Fuchsschwanzgras, Einjähriges Rispengras, Silberhaargras, Gewöhnliche Hirtentäschel sowie Zypergräser.
Die Nahrung ist vorwiegend pflanzlich und wird gelegentlich mit Larven von Grashüpfern, Schmetterlingen oder anderen wirbellosen Tieren komplettiert. Zu den typischen Futterpflanzen der Art zählen Korbblütler, Kürbisgewächse, Geißblattgewächse, Malvengewächse, Lippenblütler, Nachtschattengewächse, Primelgewächse, Wolfsmilchgewächse, Hülsenfrüchtler, Kreuzblütler, Knöterichgewächse, Brennnesselgewächse, Wegerichgewächse, Sauergrasgewächse, Süßgräser und Schachtelhalme.
Bei Weibchen der Japanischen Wühlmaus können im Frühjahr und im Herbst mehrere Würfe vorkommen, zwischen denen etwa 20 Tage liegen. Die Anzahl der Nachkommen pro Wurf liegt zwischen zwei und neun. Kurz nach der Geburt ist das Weibchen erneut empfangsbereit. Die bei der Geburt blinden, tauben und nackten Nachkommen wiegen 2 bis 3,4 g. Sie werden etwa 20 Tage gesäugt und wiegen dann ungefähr 17 g. Die durchschnittliche Lebensdauer von im Labor gehaltenen Weichen liegt bei 783 Tagen, wobei der entsprechende Wert für Männchen bei 825 Tagen liegt.

## Gefährdung
Für den Bestand der Japanischen Wühlmaus liegen keine Bedrohungen vor. Sie kommt häufig vor und wird von der IUCN als „nicht gefährdet“ (least concern) gelistet.